# فول الصين العظيم (فلم)
فول الصين العظيم هو فيلم كوميدي مصري من إخراج شريف عرفة وإنتاج عام 2004 ومن بطولة محمد هنيدي، تم تصوير أغلب مشاهد الفيلم في الصين.

## قصة الفيلم
ويدور الفيلم حول شاب مصري «محي زلطة جابر الشرقاوي» من أسرة عتيدة في الاجرام لا يستطيع أن يساير اعمامه وجده في هذه الأعمال نظراً لقلة حيلته وقصر افقه وخوفه على حياته من أبو موتة يذهب للاختباء عند امه العالمة سهير الباروني في الإسكندرية التي كان قد تسبب هو في حادث أدى إلى ضعف بصرها وهي تغنى أغنية:دخل الحرامى وأنا نايمة، وعندما يضيق به زوج امه فاروق سعيد طرابيك يبعث به إلى الصين ليمثل مصر في مسابقة للطبخ ويتعرف بالمطار على المتشائم ممتاز الدمنهورى تاجر فوانيس رمضان محمد شومان وتستقبله هناك فتاة صينية من لجنة المسابقة تدعى (لي) تتكلم العربية وتقوم بمساعدته حتى عندما يقع في براثن عصابة صينية (يونج) تريد استغلاله في اغتيال أحد الشخصيات الهامة (رئيس لجنة المسابقة)، ولأنه كان واثق من الفوز، يفوز فعلا في المسابقة متفوقا على كل من في المسابقة ومنهمم صديقه اللبنانى (رامى الصفدى) بطبق فول مصري معلب، وهكذا تدور أحداث الفيلم في مفارقات كوميدية.

## الممثلون
- محمد هنيدي: محيي الشرقاوي
- سامي سرحان: جابر الشرقاوي جد محيي
- سهير الباروني: والدة محيي
- حجاج عبد العظيم: زينهم - عم محيي
- سليمان عيد: عبده - عم محيي
- محمد شومان: ممتاز الدمنهوري
- ضياء الميرغني: دكش الحرامي
- سعيد طرابيك: فاروق الطباخ - زوج أم محيي
- حمدي هيكل: أبو موتة
- كامالا كامبونا أيودا: لي - مترجمة محيي
- شوشاي: الجد
- جو: يونج
- رامي ياسين:رامي الصفدي - الطباخ اللبناني

## روابط خارجية
- مقالات تستعمل روابط فنية بلا صلة مع ويكي بيانات